# 碧南市立中央小学校
碧南市立中央小学校（へきなんしりつちゅうおうしょうがっこう）は、愛知県碧南市向陽町3-19にある公立小学校。児童数589人、学級数23級（2022年4月6日現在）。

## 概要
1977年（昭和52年）に創立。碧南市中央部の住宅地に位置し、南には愛知県立碧南高等学校が近い。
施設の基本情報
- 構造：鉄筋ｺﾝｸﾘｰﾄ造[2]
- 階数：3階
- 建築年：1997年
- 敷地面積：20,714m2
- 延床面積：7,022m2

## 沿革
- 1977年（昭和52年） - 創立[3]。
- 2006年（平成18年） - 北棟校舎を耐震補強[4]
- 2019年（令和元年）10月 -南門整備工事[5]
- 2020年（令和2年）1月 - 空調設備設置工事[6]
- 2020年（令和2年）11月 -体育館屋根改修工事[7]

## 出身者
- 小池友妃子（碧南市長）

## 学区内の主な施設
- 碧南中央駅
- 碧南市役所
- 碧南市立中央中学校
- 愛知県立碧南高等学校

## 通学区域
- 碧南市[8]
  - 植出町
  - 尾城町三丁目、四丁目、五丁目
  - 源氏神明町（1 - 137番地及び251 - 304番地）
  - 向陽町
  - 幸町
  - 栄町
  - 末広町
  - 須磨町
  - 天王町
  - 道場山町
  - 中後町二丁目、三丁目、四丁目
  - 中山町
  - 野田町（1 - 56番地及び67 - 85番地）
  - 福清水町
  - 堀方町三丁目
  - 宮後町